# Kostel svatého Mikuláše (Němčice, okres Prachatice)
Kostel svatého Mikuláše, dříve kostel svatého Václava, v Němčicích, okres Prachatice, s přilehlým hřbitovem, obehnaným zdí, je kulturní památka České republiky a farní kostel římskokatolické farnosti Němčice u Netolic.

## Historie
Kostel byl postaven v polovině 13. století. (byl zasvěcen svatému Václavovi). V letech 1385 až 1390 byl přestavěn, vzniklo dvojlodí, bylo přistaveno nové kněžiště. V letech 1515 až 1521 proběhla pozdně gotická přestavba. V roce 1742 byla vestavěna kruchta. Věž pochází z roku 1764.

## Popis kostela
Kněžiště je zaklenuto třemi poli křížové klenby, ve svornících klenby jsou erby Jindřicha z Rožmberka a Magdalény ze Šternberka. Barokní hlavní oltář pochází z konce 17. století. Eucharistický svatostánek a postranní sochy svatého Lukáše a svatého Jana Evangelisty pocházejí z roku 1764. Na hlavním oltáři je gotická socha Madonny z 90. let 14. století. V kněžišti je také pozdně gotický křídlový oltářík z první poloviny 16. století a dva boční oltáře, a to oltář svatého Jana Nepomuckého (socha sv. Jana pochází z roku 1758) a oltář svatého Linharta, z 1. poloviny 18. století. V lodi jsou dva boční oltáře z konce 17. století. Kazatelna pochází z konce 17. století. Oltář svatého Isidora, který pochází ze začátku 18. století, je v předsíni. V kostele je 15 náhrobníků z 15. a 16. století.